# کیم جائه-گانگ
کیم جائه-گانگ (به کره‌ای: 김재강؛ زادهٔ ۱۶ اوت ۱۹۸۷) یک کشتی‌گیر اهل کره‌جنوبی است.
از افتخارات وی می‌توان به کسب مدال برنز بازی‌های آسیایی ۲۰۱۸ اشاره کرد.